# 江苏大学

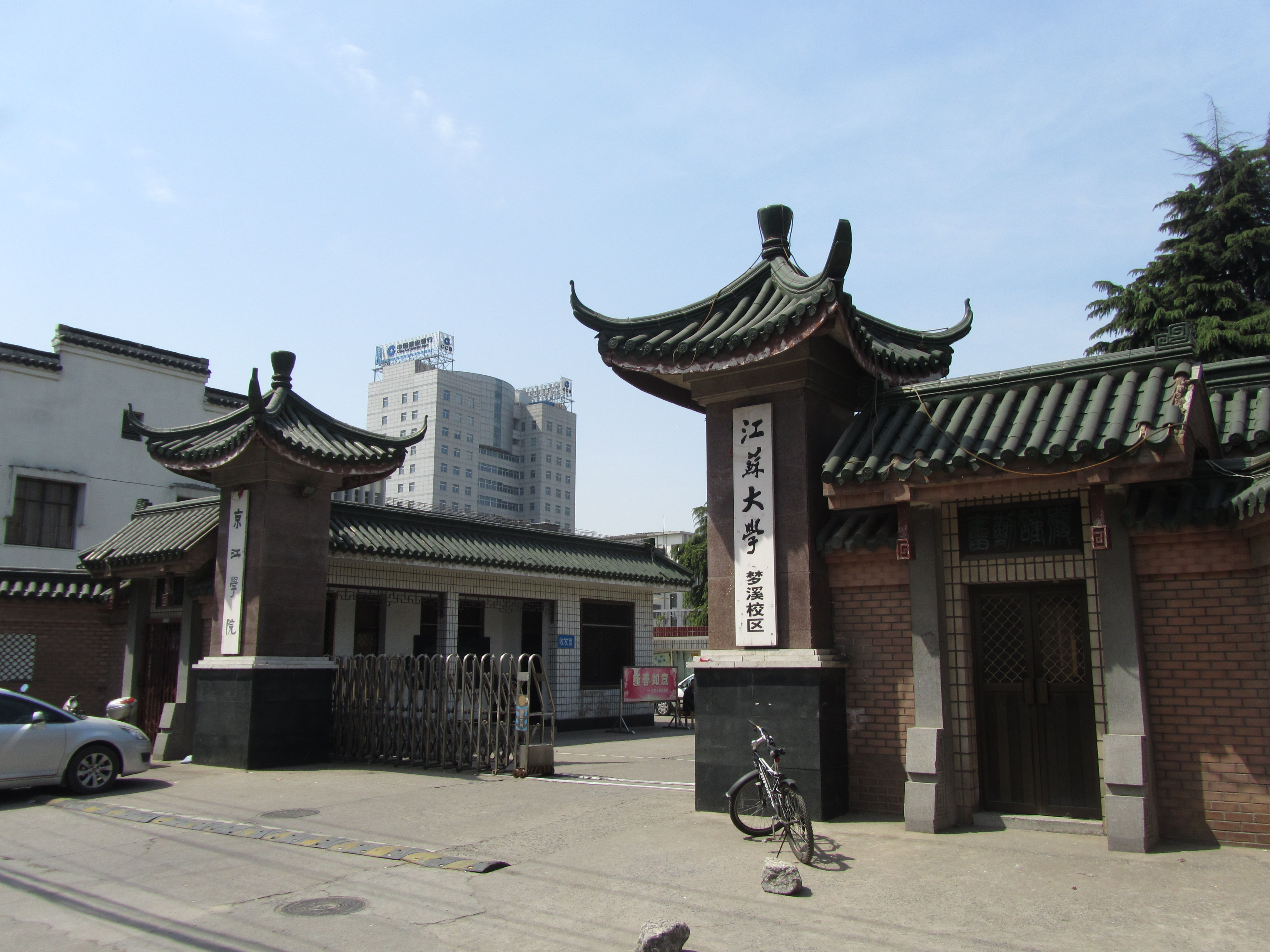
江苏大学梦溪校区校门。

江苏大学是一所位于江苏省镇江市，以工为主、理工医教结合的教学研究型综合性大学，是江苏省人民政府和中国农业部、教育部共建高校。江苏大学办学渊源可追溯到1902年，2001年江苏理工大学和镇江医学院、镇江师范专科学校合并成立新的江苏大学。学校图书馆馆藏图书250万册。

## 历史

### 历史概览
- 江苏大学办学渊源可追溯到清末壬寅年（1902年）张之洞等在南京创办的三江师范学堂，不久改名两江师范学堂，民国成立后先后更名为南京高等师范学校、国立东南大学、江苏大学、中央大学、南京大学，农科先后改名农业博物科、农业专修科、农科、农学院，在发展过程中设立了农业工程、农业机械学科；工科先后改名工艺专修科、工科、工学院，设有汽车机械相关专业。1952年院系调整，南京大学农业机械和汽车机械相关专业并入南京工学院。
- 1960年，以南京工学院农机、汽车、拖拉机等专业为基础，在南京筹建农业机械学院。
- 1961年，迁址镇江，定名为镇江农业机械学院。
- 1982年，更名为江苏工学院。
- 1994年，更名为江苏理工大学。
- 2001年，与镇江医学院、镇江师范专科学校合并办学，组建成立新江苏大学。[3]
- 2012年，江苏大学与无锡职业技术学院签署协议，启动“4+0”联合培养项目。

### 历任校长和党委书记
- 2001年－2006年 江苏大学校长楊繼昌，党委书记朱正伦。
- 2006年－2016年6月 江苏大学校长袁寿其，党委书记范明。
- 2016年6月－2017年1月 江苏大学校长袁寿其，兼任党委书记。
- 2017年1月－2023年5月 江苏大学校长颜晓红，党委书记袁寿其。
- 2023年5月－至今 江苏大学校长邢卫红，党委书记李洪波。

## 机构院系

### 学科院系
江苏大学拥有工学、理学、医学、农学、文学、经济学、法学、管理学、艺术学、哲学、教育学、交叉学科等12大门类。
| - 机械工程学院 - 机械制造工程系 - 机械设计工程系 - 机械电子工程系 - 测控技术与仪器系 - 光信息科学与技术系 - 机械工程中心实验室 - 材料科学与工程学院 - 材料一系 - 材料二系 - 材料三系 - 材料中心实验室 - 材料研究中心 - 环境学院 - 环境科学系 - 环境工程系 - 安全工程系 - 中心实验室 - 化学化工学院 - 化学系 - 应用化学系 - 化学工程系 - 大学化学教学部 - 化学化工实验中心 - 马克思主义学院 - 文法学院 - 中文系 - 历史系 - 哲学系 - 政治学系 - 法律学系 - 艺术学院 - 工业设计系 - 美术系 - 装饰系 - 视觉传达系 - 环艺系 - 动画系 - 基础部 - 中心实验室 - 院图书分馆 - 基础医学与医学技术学院 - 临床检验与输血学系 - 血液学与血液学检验系 - 病原学与病原学检验系 - 医学生物化学系 - 医学检验实验教学中心 - 细胞与分子诊断系 - 免疫学与免疫检验学 - 临床化学与卫生检验学 - 组织胚胎学系 - 医学细胞生物学和遗传学系 - 病理学系 - 药理学系 - 解剖学系 - 实验动物中心 - 京江学院 | - 汽车与交通工程学院 - 车辆工程系 - 动力机械工程系 - 交通工程系 - 交通运输系 - 中心实验室 - 电气信息工程学院 - 电气工程系 - 自动化系 - 电子信息系 - 生物医学系 - 电工电子教研室 - 电气信息中心实验室 - 计算机科学与通信工程学院 - 计算机科学系 - 计算机工程系 - 软件工程系 - 通信工程系 - 信息安全系 - 基础教学部 - 计算机基础教学中心 - 计算机学院实验中心 - 工商管理学院 - 工商管理系 - 市场营销系 - 电子商务系 - 工业工程系 - 公共事业管理系 - 信息管理与信息系统系 - 知识产权与科技管理系 - 经济与管理系统实验研究中心 - 文法学院 - 理论法学系 - 刑法学系 - 民商法学系 - 诉讼法学系 - 经济法与国际法学系 - 教师教育学院 - 教育系 - 教育技术系 - 校级现代教育技术实验中心 - 公共教学部 - 药学院 - 中药学与药学系 - 药剂学系 - 制药工程系 - 药学中心实验室 - 继续教育学院 | - 能源与动力工程学院 - 流体机械工程系 - 工程热物理系 - 热能工程系 - 建筑环境与设备工程系 - 流体力学教研室 - 实验中心 - 计算中心 - 食品与生物工程学院 - 食品科学与工程系 - 生物技术系 - 食品质量与安全系 - 中心实验室 - 理学院 - 数学系 - 物理学系 - 力学与工程科学系 - 土木工程系 - 财经学院 - 国际经济与贸易系 - 会计系 - 统计系 - 金融系 - 外国语学院 - 英语系 - 日语系 - 研究生外语教学部 - 大外教学一部 - 大外教学二部 - 临床医学院 - 临床医学一系 - 临床医学二系 - 临床医学三系 - 护理学系 - 影像学与核医学系 - 传染病学系 - 法医学系 - 实验教学中心 - 国际教育交流学院 - 江苏大学附属学校 |

参见:江苏大学--学院部门

### 科研机构
- 科研机构、重点实验室、科研仪器 （页面存档备份，存于）

### 行政部门、直属单位
- 行政部门
- 直属单位

## 参看
- 历史上的国立江苏大学参见国立南京大学
- 南京工学院
- 南京大学
- 国立中央大学